# Irizar

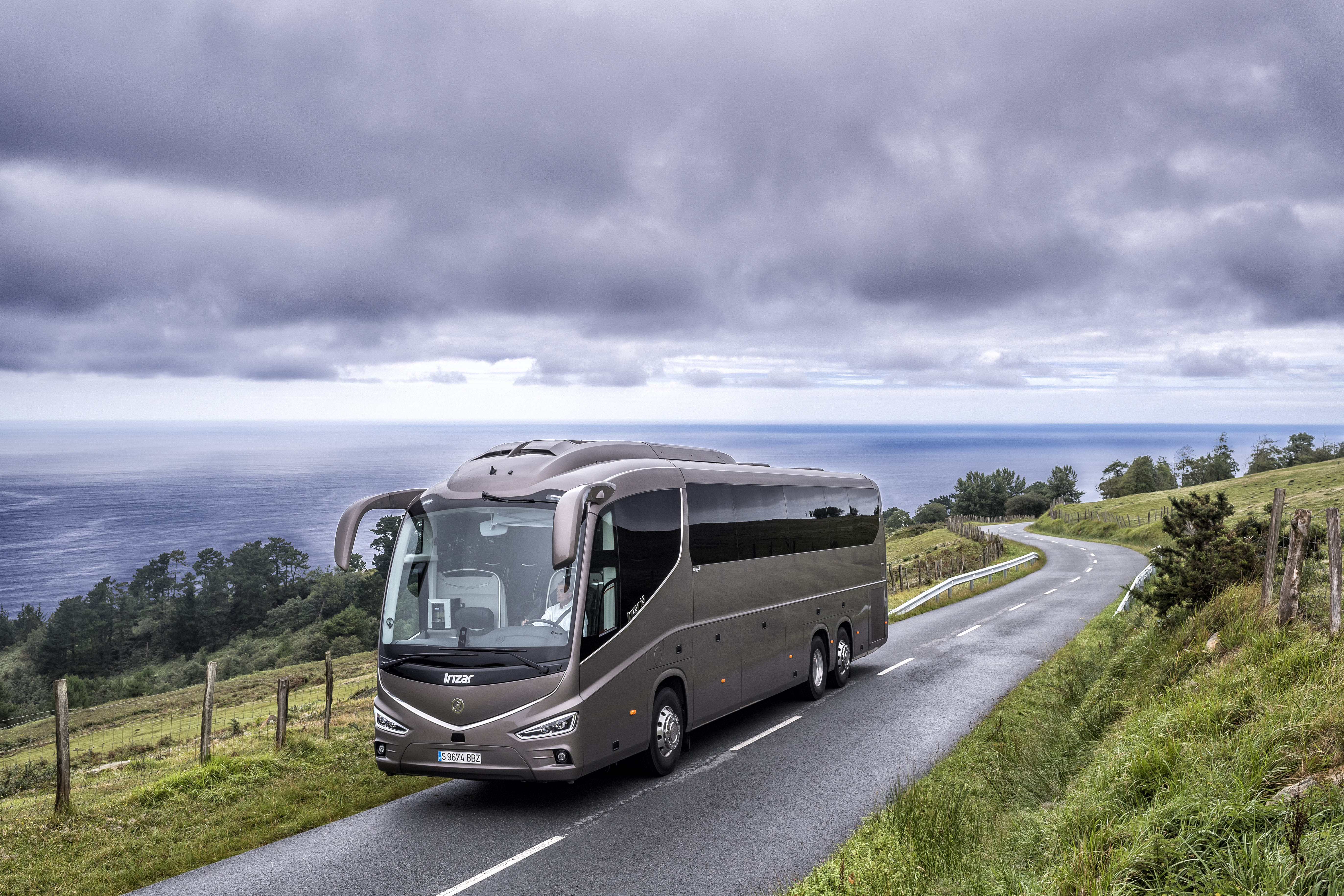
Irizar i8

Irizar es la empresa matriz de un grupo empresarial en el sector de autobuses y autocares, presente también en sectores como el ferroviario, la electrónica, las comunicaciones (conectividad), la maquinaria rotativa y la electromovilidad.
Integrado por más de 3500 personas, el Grupo Irizar desarrolla su actividad en cinco plantas de producción de autocares y autobuses (España, Marruecos, Brasil, México y Sudáfrica) y en otras seis compañías de diferentes sectores de actividad en España, fruto de su política de diversificación industrial. Además tiene un Centro propio de I+D que mira a largo plazo en el proceso de investigación aplicada y desarrollo tecnológico de productos.
Fue fundado en 1889 y la sede central se ubica en la localidad guipúzcoana de Ormáiztegui (España), donde también se encuentra Creatio, el Centro de Investigación y Desarrollo del Grupo Irizar.
Con una facturación superior a los 700 millones de euros al año, tiene presencia comercial en más de 90 países de los cinco continentes.

## Historia

### Desde 1889
En el siglo XIX, José Francisco Irizar Catarain dirige una herrería familiar en Ormáiztegui, dedicada principalmente a la fabricación de herrajes para carruajes y reparación de ruedas. En 1889 decide dedicarse también al transporte de pasajeros. Posiblemente por la necesidad de su propia empresa antes de llegar al siglo XX, da inicio a la fabricación de carruajes y diligencias.

### Inicios
En 1926, los hijos José Francisco, José Lorenzo y Cecilio se hacen cargo de la empresa por la muerte de su padre. En 1927 transforman la empresa familiar en Carrocerías Irizar Hnos. Durante los años veinte comienza la decadencia de los vehículos de tracción animal y en este contexto, en 1928 se fabrica el primer autocar Irizar con tracción mecánica y 22 plazas. En 1933, la empresa diseña el primer autobús con carrocería de madera. 
La guerra civil y la posguerra les obligaron a volver a sus inicios, fabricando y arreglando ruedas y carruajes. En estos años también se dedica a la construcción y reparación de maquinaria agrícola.
Es en 1948 cuando se construye el primer vehículo con carrocería semimetálica.

### La tercera Generación
En 1950 se fabrica el primer coche familiar o "rubia", una furgoneta de diseño elegante y adelantado a su tiempo. En 1951 se fabrica el primer autocar de doble piso, vehículo que causó un gran impacto en aquella época por las novedades incorporadas en diseño y acabado. En 1953 se produce el primer autobús con carrocería totalmente metálica. 
La década de los 50 fue perfilando progresivamente la estructura de la empresa que, en 1960 se convertiría en Sociedad Anónima. Durante este tiempo se abrió una nueva etapa de asentamiento del producto Irizar y de apertura a nuevos mercados. En 1956, los hermanos Irizar hacen una visita al fabricante italiano Carrozzeria Orlandi (uno de los mejores diseñadores de autobuses de la época), y firman un acuerdo de colaboración tecnológica. Se crea un departamento de diseño y es entonces cuando se empezó a palpar la importancia del diseño, cuando incorporan el primer bastidor nuevo, procedente de Pegaso, con motor diésel. 
Entre 1955 y 1960 la compañía Irizar, realizó carrozados cada vez más evolucionados para autobuses de línea, además de adentrarse en el mercado de los autobuses urbanos.

### Años 1960 - Creación de la cooperativa
Con el despegue del cooperativismo industrial en el País Vasco, Irizar se convierte en 1963 en una cooperativa con sesenta socios. Los Irizar consiguen con ello la estabilidad financiera y evitar la fuga del personal especializado, una transformación que le permitió continuar en la línea de apuesta por la innovación y el desarrollo de producto. En 1964 se produce la asociación con la cooperativa agrícola Miba con lo que se integra en la división empresarial de la Caja Laboral dentro del grupo cooperativo Mondragón (hoy Mondragón Corporación Cooperativa).
En 1964 Irizar desarrolló el modelo Unificado, y en 1967 se carrozaron los Trigottos, presentados en el catálogo de Irizar como Dinam y presentados oficialmente con este nombre en 1969. En 1970 se fabrica el primer autocar del mercado estatal con aire acondicionado de serie, lo que supuso el despegue definitivo de Irizar y su diferenciación como carrocero de vehículos de alta gama. 
La crisis del petróleo de 1973 llevó a una etapa muy dura durante las siguientes dos décadas. 
Las cooperativas del Grupo Mondragón se van reestructurando en grupos.

### 1970-1990 - Constante innovación
En los años 1970 se lanzan nuevos modelos de autobuses, como el Korosti que obtuvo el premio Giralda de Oro al mejor autocar español en 1972. A continuación, se desarrollan los modelos Urko y Urepel. En este periodo comenzó la estrategia de exportación de Irizar que, de manera muy tímida, empezó a adentrarse en los mercados francés e israelí. 
El lanzamiento en 1989 del revolucionario modelo Irizar Century marcó un hito, coincidiendo con la celebración del primer centenario de Irizar. El modelo Irizar Century fue una referencia del sector en innovación y diseño, además de en tecnología.  A pesar de la crisis económica acontecida durante ese periodo, el éxito acompañó al Irizar Century desde su presentación.

### Koldo Saratxaga
En 1991 Irizar está técnicamente en quiebra (sólo en los dos últimos años sumaban 1000 millones de pesetas de pérdidas), con problemas sociopolíticos internos y de pérdida de imagen.
Posiblemente a la desesperada en una asamblea en noviembre de 1991 se decide un nuevo cambio de dirección, poniendo al frente de la empresa a Koldo Saratxaga.
Se instaura de inmediato un duro plan basado en dos puntos:
1. Identificar y suspender las ventas en aquellos mercados de exportación donde no existe un margen bruto positivo.
2. Equilibrar el conjunto de trabajadores con respecto a las ventas y al inmovilizado (lo que obliga a recolocar 65 trabajadores en otras empresas del Grupo Mondragón, algo impensable hasta entonces).

El plan es un éxito y Koldo Saratxaga estará en Irizar durante los próximos 14 años (se consiguen beneficios en dos meses). Se busca la internacionalización como estrategia de crecimiento (en dos años se dobla la producción a más de 700 autocares en 1994) y la especialización en un solo producto (autocares de lujo) para encontrar mayor fiabilidad y por lo tanto fidelización. En 1994 aparece el primer vehículo (Century) para conducción por la izquierda.

### Crecimiento e inicio de la internacionalización
A partir de 1995, Irizar inicia una época de crecimiento en Ormáiztegui con la fabricación de carrocerías de autocares para Europa de la mano de la empresa sueca Scania. Al mismo tiempo, y como consecuencia de la creación de un área de transferencia de tecnología, comienza el proceso de diversificación geográfica de Irizar que propicia la implantación en China, Marruecos, Brasil, México, India y Sudáfrica. 
- Irizar Maghreb (Marruecos 1997)
- International Hispacold (España 1997)
- Irizar Brasil (Brasil 1998)
- Irizar México (México 1999)
- Masats S.A. (España 2002)
- Jema S.A. (España 2011)
- Datik S.L. (España 2011)
- Creatio, centro de I+D (España 2012)
- Alconza Berango S.L. (España 2013)
- Irizar e-mobility  (España 2016)

En la actualidad Irizar ya no está presente en China ni en India por falta de alineación con la actual estrategia del Grupo.
Durante los años de fuerte crecimiento económico, Irizar tiene, también, un fuerte crecimiento en Ormáiztegui hasta llegar a fabricar más de 1500 carrocerías al año. En 2001 se lanza al mercado el Irizar pb, Autocar del Año en España y Coach of the Year en Europa, vehículo que ha merecido los elogios de las mejores revistas especializadas en Europa. En 2007 Irizar amplía su gama de productos presentando al mercado el Irizar i4.

### 2009: El año de la revolución estratégica
En 2009, en plena crisis, se lleva a cabo una revolución estratégica en Irizar y se toma la decisión de convertirse en fabricante de autocares integrales. Se trata de una decisión transcendental para el futuro de Irizar. Durante estos años las empresas carroceras comienzan a tener serios problemas, mientras que Irizar gracias a su nuevo planteamiento estratégico se fortalece y crece hasta alcanzar nuevos récords históricos. 
Paralelamente y fruto de su apuesta por la diversificación industrial y tecnológica, Irizar se lanza a adquirir diferentes empresas que le permitan disponer de las soluciones tecnológicas necesarias para desarrollar sus autocares integrales. 

### 2011: el vehículo integral
En este año se lanza al mercado europeo la gama de autocares integrales de la marca Irizar, lo que supone dar el salto de carroceros a fabricantes de autocares. Si bien la tecnología del autocar integral se presentó en 2009, es en 2011 cuando se lanza la gama completa con el objetivo de ampliar la oferta de autocares convencionales (chasis más carrocería) a los clientes, complementando y ofreciendo en los mercados que así lo demanden, un autocar Irizar completo. 

### La estrategia de diversificación industrial
A la muerte de Cecilio, en 2017, sus cuatro hijos compran la parte de la empresa que mantenía José Lorenzo y forman una nueva sociedad familiar.
Se define la estrategia de diversificación industrial como un factor clave para el fortalecimiento del Grupo y, fruto de esta política de diversificación, entre 2009 y 2013 se incorporan al Grupo Jema Energy, Datik y Alconza dedicadas a la electrónica de potencia, soluciones ITS para la gestión del transporte, y maquinaria eléctrica rotativa, respectivamente. 
La incorporación de estas empresas al Grupo fortalece su posicionamiento tecnológico lo que le permite avanzar con paso firme en el desarrollo de sus productos, los autocares convencionales de marca propia y el autobús eléctrico.

### Irizar E-mobility
El Grupo Irizar creó en 2016 Irizar e-mobility, el área de negocio dedicada a la electromovilidad, ubicada en la localidad de Aduna (Guipúzcoa) que cuenta con una superficie construida de 18.000 m2, sobre una parcela de casi 4 hectáreas.
Estas instalaciones están diseñadas para fabricar no sólo los autobuses eléctricos, sino también otro tipos de vehículos industriales que complementen las necesidades de electromovilidad de las ciudades, así como sus principales componentes y sistemas. Tiene una capacidad productiva inicial de 1000 vehículos año.

### Creación del Centro de I+D del Grupo Irizar
En 2012 nace Creatio, el Centro de Investigación y desarrollo del Grupo Irizar, para potenciar las capacidades de investigación aplicada y el desarrollo tecnológico del Grupo Irizar tanto para productos completos de la firma como para los principales componentes de las carrocerías.

### Construcción de una marca

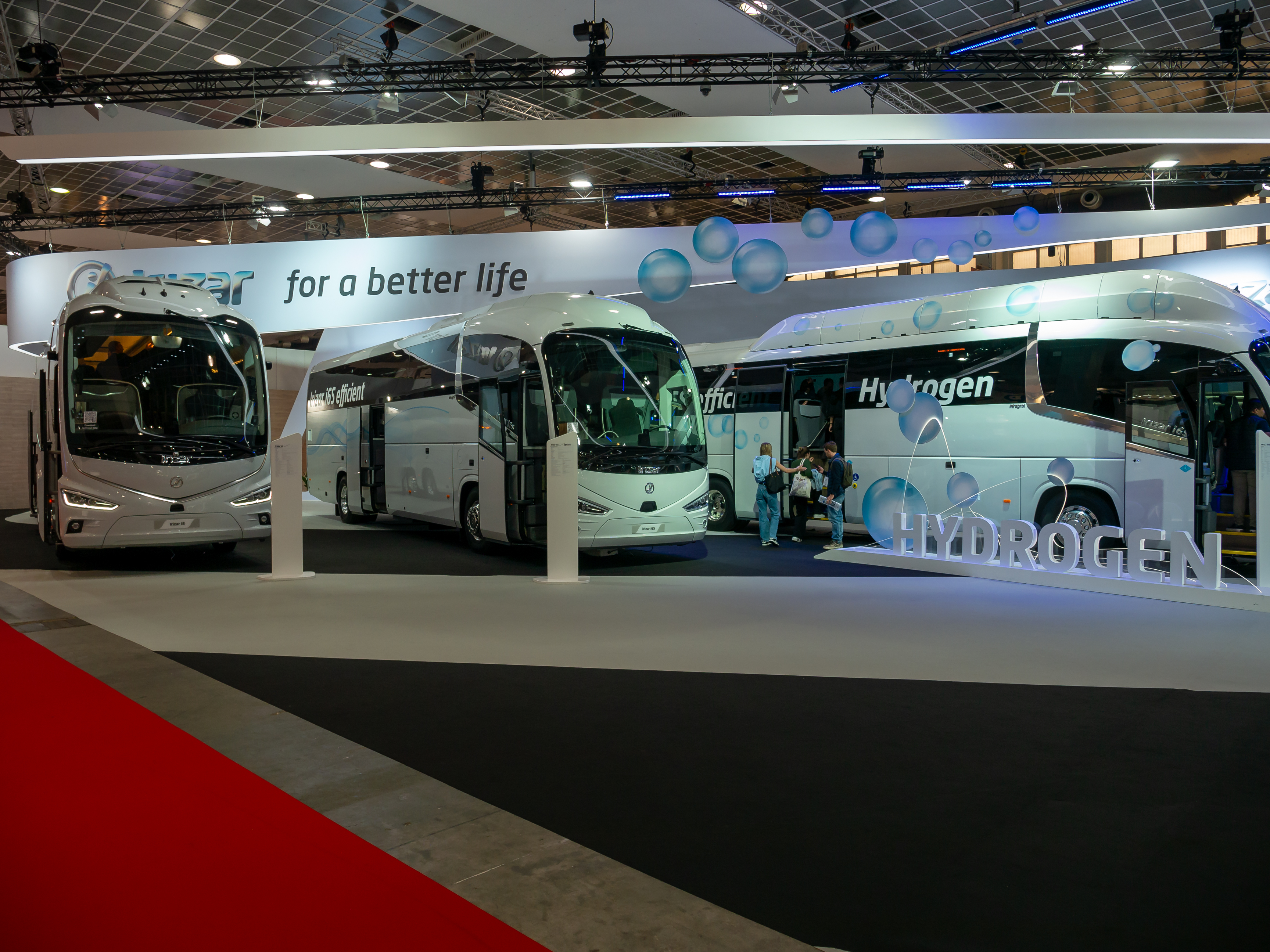

La decisión de crear una marca se toma en 2009 con el desarrollo de autobuses de marca propia. En 2014 y 2015 se abordan dos elementos claves alineados con la construcción de esta marca.
En 2014 se inaugura las nuevas y modernas instalaciones de la sede central de Ormáiztegui (España) creadas por y para el cliente, potenciando así la imagen de sus instalaciones, de forma coherente con la promesa al mercado que la marca Irizar quiere transmitir.
En 2015 Irizar presenta el Irizar i8, un nuevo autocar de alta gama, resultado de las múltiples soluciones tecnológicas desarrolladas dentro del el Grupo y del minucioso cuidado estético que surgen de la experiencia y del afán innovador de la marca. Además, por primera vez acude a la feria internacional de Busworld con toda la gama completa de autocares y autobuses integrales, dotados de los últimos avances tecnológicos del Grupo en los sistemas de seguridad, eficiencia y almacenamiento energético, carga y gestión de flotas y entretenimiento.
En el marco de esta feria, Irizar muestra su firme decisión de ser la marca líder en electromovilidad y muestra el gran salto tecnológico que ha dado el Grupo.
Este modelo, con etiqueta de líder y de referencia icónica, es el pilar sobre el que Irizar edifica su proyección de futuro en el segmento de largo recorrido y servicio discrecional. El vehículo, apoyado en una dinámica revolución estética y en una tecnología de vanguardia, se convierte en el máximo representante de la calidad, la robustez y la fiabilidad en un sector en el que sobresalen su marcada personalidad y su gran impacto visual.

## Productos

Irizar i6S Efficient

Actualmente, Irizar ofrece una amplia gama de autobuses y autocares integrales, híbridos, eléctricos y convencionales:
- Irizar i8: (2015) disponible de 12 a 15 m de longitud, es el autocar emblema de la casa, muy utilizado para servicios VIPs, clubes de fútbol, etc. Premio Coach of the Year 2018.

- Irizar i6S Efficient: (2022) Un vehículo de última generación diseñado para ofrecer la máxima eficiencia a los operadores, la mejor experiencia a los viajeros y que apuesta por la sostenibilidad para todo el planeta. Dispone de una mejora del coeficiente aerodinámico en un 30%; hasta un 13% de reducción de consumos y emisiones; reducción de pesos de hasta 950 kilos; y máximo nivel de confort en la experiencia de viajar. Está disponible desde 10,8 hasta 14,9 m de longitud y en dos alturas, 3.5m y 3.7m. Premio Sustainable Bus Award 2022 y Autocar del año 2023.

- Irizar i6S: (2018) actualización del modelo i6 con la estética del i8 en el frontal (faros) y salpicadero y mandos interiores, está disponible desde 10,8 hasta 15 m de longitud y en dos alturas, 3.5m y 3.7m. A pesar de que el i6 se presentó como el sucesor del Century, el i6S es calificado por Irizar como sucesor del PB. Está destinado a líneas de largo recorrido, y/o a servicios discrecionales.[cita requerida]

- Irizar i6: (2010) disponible desde 12 hasta 15 m de longitud en dos alturas: 3.5m y 3.7m. Es el sucesor del Century, y está destinado a líneas de largo recorrido, y/o a servicios discrecionales.[cita requerida]

- Irizar i4: (2007) disponible desde 10.13 hasta 15 m de longitud, con una altura de 3.4m. Se trata de un autobús para líneas de medio y/o largo recorrido.[cita requerida] Disponible en versión híbrida en dos y tres ejes. Entre 2009 y 2012 estuvo disponible en su versión de piso bajo conocida como Irizar i4 LE, la cual terminó siendo sustituida por el Irizar i3. Más adelante comenzó a estar disponible también en su versión híbrida. A finales del 2019 su carrocería sufrió un restyling.

- Irizar i5: (2009) disponible desde 10.80 hasta 15 m de longitud, altura de 3.55m. Autobús disponible únicamente en México para servicios económicos/intermedios. Disponible con diferentes fabricantes de chasis.

- Irizar i3: (2012) disponible, disponible desde 12 hasta 15 m de longitud, es un autobús urbano low-entry que viene a completar la gama de Irizar. Disponible en versión híbrida en dos y tres ejes.

- Irizar ie bus: (2014), anteriormente denominado Irizar i2e, autobús eléctrico 100%, cero emisiones para uso urbano de 10.8, 12 y 18 m articulado. También disponible en versión tram (ie tram) de 18 m articulado. Véase Irizar e-mobility.

## Modelos fuera de producción
- Irizar PBIrizar Udala
- Irizar Urbia
- Irizar Urepel
- Irizar Urko

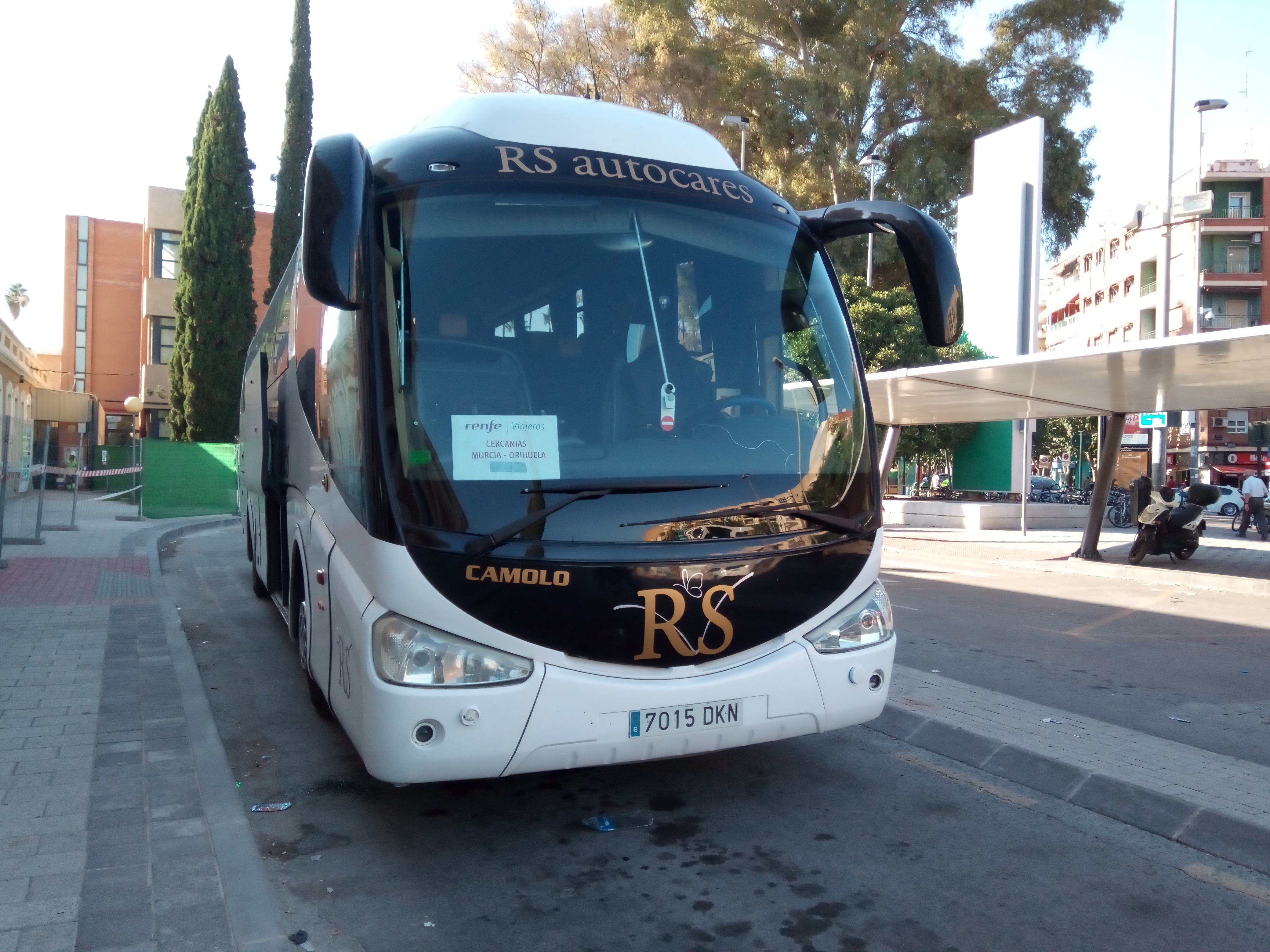
Irizar PB

- Irizar Pony: Versión midibús del Everest
- Irizar Dinam : Primero con aire acondicionado (1970).
- Irizar Korosti
- Lamborghini LM002 (1986-1993): se hacía la carrocería y el interior de este 4×4 de lujo.

- Irizar Dragón DD (1985-1996): Versión de dos pisos del Everest. Sin sucesión.
- Irizar Everest (1981-1990): Es relevado por el Century
- Irizar Inter-Century (1995-2007): Es relevado por el i4. Primero para conducción por la izquierda y autobús del año en Gran Bretaña en 1994. Autobús del Año en España 1995.
- Irizar Century I (1990-1997)
- Irizar Century II (1997-2005)
- Irizar Century III (2004-2015). Aunque se creyó que la producción de este modelo de Irizar había sido descontinuada en 2011 por la llegada del i6, se fabricó en Brasil a pedido de 2011 a 2015.
- Irizar Intercentury (1997 - 2009) Versión interurbana del Irizar Century II.
- Irizar Intercentury Elevado (1997 - 2009)
- Irizar i4 LE: (2009-2012) sustituido por el Irizar i3.
- Irizar PB: (2001-2016) sustituido por el Irizar i6S.